# 行実良
行実 良（ゆきざね りょう）は、日本の映画プロデューサー。『咲-Saki-』、『泣き虫しょったんの奇跡』、『新聞記者』、『火口のふたり』などの製作に関わる。

## 参加作品

### 映画
出典
- うそつきパラドクス（2013年）プロデューサー
- 赤々煉恋（2013年）プロデューサー
- 女の穴（2014年）プロデューサー
- 思春期ごっこ（2014年）アソシエイトプロデューサー
- 新選組オブ・ザ・デッド（2015年）企画・プロデュース
- 血まみれスケバンチェーンソー（2016年）プロデューサー
- 咲-Saki-（2017年）プロデューサー
- あゝ、荒野（2017年）共同プロデューサー
- 伊藤くん A to E（2017年）プロデューサー
- 咲-Saki- 阿知賀編 episode of side-A（2018年）プロデューサー
- リバーズ・エッジ（2018年）アソシエイトプロデューサー
- アイスと雨音（2018年）プロデューサー
- 私の人生なのに（2018年）プロデューサー
- イマジネーションゲーム（2018年）プロデューサー
- 泣き虫しょったんの奇跡（2018年）プロデューサー
- 愛しのアイリーン（2018年）プロデューサー
- 殺る女（2018年）プロデューサー
- 家族のはなし（2018年）プロデューサー
- チワワちゃん（2019年）プロデューサー
- BACK STREET GIRLS -ゴクドルズ-（2019年）プロデューサー
- 血まみれスケバンチェーンソーRED（2019年）プロデューサー
- こどもしょくどう（2019年）プロデューサー
- 麻雀放浪記2020（2019年）共同プロデューサー
- 新聞記者（2019年）共同プロデューサー
- 火口のふたり（2019年）プロデューサー
- 東京アディオス（2019年）プロデューサー
- 108〜海馬五郎の復讐と冒険〜（2019年）プロデューサー
- どすこい!すけひら（2019年）プロデューサー
- 羊とオオカミの恋と殺人（2019年）プロデューサー
- 過去はいつも新しく、未来はつねに懐かしい 写真家 森山大道（2021年）プロデューサー